# Hayonim

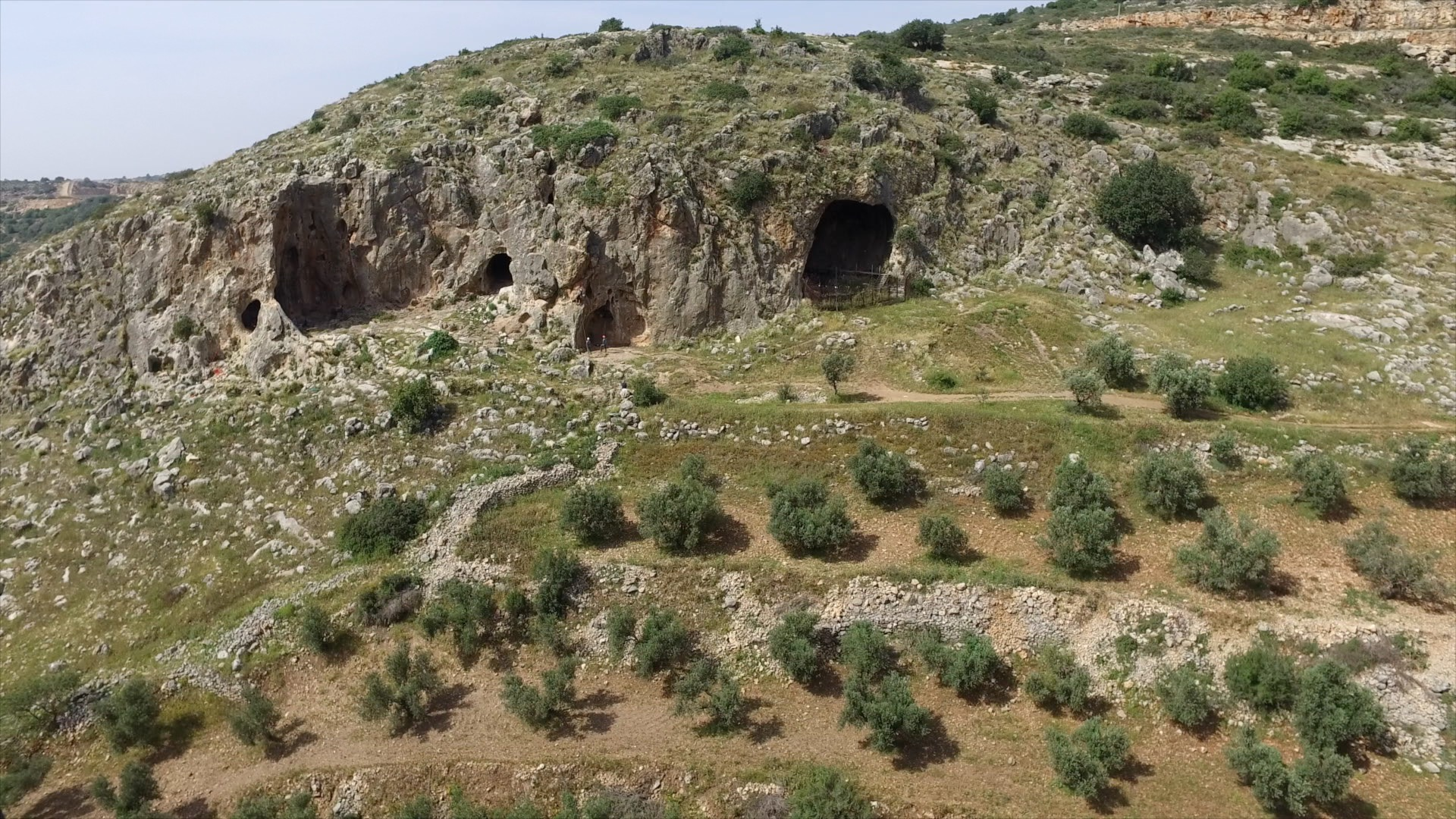
Vue de Hayonim, entrée de la grotte dans la colline calcaire, site archéologique dans le nord d'Israël.

Hayonim (מערת היונים, Me'arat HaYonim, en hébreu, littéralement « la grotte des colombes ») est un site archéologique préhistorique localisé au nord-ouest d'Israël, sur le littoral de la haute Galilée. Il comprend une grotte et une terrasse. 

## Description
La grotte de Hayonim a été fouillée de 1965 à 1970 puis la terrasse a été explorée en 1974-1975, avant de nouvelles fouilles dans les années 1980. La grotte comprend deux phases principales d'occupation : 
- une première date du Paléolithique moyen et a livré des industries moustériennes (env. 250 000 à 100 000 ans AP) ;
- une occupation plus tardive date de l'Épipaléolithique et correspond à la culture natoufienne (env. 14 500 à 11 500 ans AP).

L'occupation moustérienne a livré des silex débités suivant la méthode Levallois, typique de cette période, ainsi que des traces de foyers.
L'occupation natoufienne est un des plus anciens exemples d'habitats sédentaires connus : des constructions circulaires semi-enterrées de 2,5 mètres à 4 mètres de diamètre, disposant pour la plupart d'un foyer central. Elles sont associées à des tombes, dont une abritait un chien enterré auprès d'un homme. Parmi les squelettes exhumés, plusieurs ont la particularité de ne pas avoir de crâne. L'outillage retrouvé dans ses niveaux est caractéristique de la période natoufienne : outillage microlithique en silex et en os, mobiliers plus lourds en basalte et en calcaire pour le broyage (pilons, mortiers). L'étude du site a révélé que ses habitants étaient des chasseurs-cueilleurs se nourrissant d'une grande variété de gibier (gazelles, bouquetins, sangliers, cervidés, etc.) et de plantes (légumineuses, amandes, etc.).